# Émile Demangel
Émile Joseph Demangel (ur. 20 czerwca 1882 w La Chapelle-aux-Bois, zm. 11 października 1968 w Xertigny) – francuski kolarz torowy, wicemistrz olimpijski oraz brązowy medalista mistrzostw świata.

## Kariera
Pierwszy sukces w karierze Émile Demangel osiągnął w 1908 roku, kiedy zdobył srebrny medal w wyścigu na 660 jardów podczas igrzysk olimpijskich w Londynie. W zawodach tych wyprzedził go jedynie Brytyjczyk Victor Johnson, a trzecie miejsce zajął Niemiec Karl Neumer. Na tych samych igrzyskach wspólnie z kolegami z reprezentacji zajął piąte miejsce w drużynowym wyścigu na dochodzenie. Kilkanaście dni później Demangel wystartował na mistrzostwach świata w Lipsku, gdzie zdobył brązowy medal w sprincie indywidualnym amatorów, przegrywając tylko z dwoma Brytyjczykami: Victorem Johnsonem i Benjaminem Jonesem. Na rozgrywanych 1906 roku igrzyskach olimpijskich w Atenach dwukrotnie był blisko medalu. W wyścigu na 333⅓ mili był czwarty, przegrywając walkę o brąz ze swym rodakiem Henrim Menjou. Czwarty był także na dystansie 5 km, gdzie bezpośrednio wyprzedził go kolejny Francuz - Fernand Vast. Ponadto Émile Demangel dwukrotnie stawał na podium Grand Prix Paryża, w tym w 1908 roku zwyciężył.